# Oskar Perlin
Oskar Perlin (ur. 28 maja 1911 w Równem, zm. 12 grudnia 2010 w Milanówku) – polski iberysta.

## Praca zawodowa
Od lat 60. XX wieku był wieloletnim wykładowcą akademickim, początkowo w Wyższej Szkoły Języków Obcych następnie powstałej z niej Katedry Iberystyki Uniwersytetu Warszawskiego. Jest autorem kilkudziesięciu prac z zakresu nauczania języka hiszpańskiego oraz popularnych, wznawianych do dziś słowników języka hiszpańskiego. Do 1968 roku pracował również jako wykładowca języków obcych w Ministerstwie Spraw Wewnętrznych. Na końcowym etapie w stopniu kapitana.

## Wybrane publikacje
- Język hiszpański, wyd. 1965[4]
- Język hiszpański dla początkujących, wyd 1974[4]
- Wielki słownik polsko–hiszpański, wyd. 2006[6]

## Życie prywatne
Oskar Perlin był również malarzem. Był mężem Janiny Perlin (1930-2018), tłumaczki, również autorki słowników języka hiszpańskiego i redaktoki tygodnika „Forum” i ojcem dyplomaty Jacka Perlina. Jego grób znajduje się na cmentarzu ewangelicko-augsburskim w Warszawie (kolumbarium-1-3).